# Conny Torstensson
Jan Conny Torstensson (28 de agosto de 1949) é um ex-futebolista sueco que atuava como meia-atacante. Com a Seleção Sueca, ele participou da Copa do Mundo de 1974 e da Copa do Mundo de 1978.. Depois de jogar no Åtvidabergs FF, ele jogou no Bayern de Munique e dominou o futebol internacional em meados da década de 1970.

## Biografia
Torstensson iniciou sua carreira no Åtvidabergs FF da Suécia. A partir de 1967, jogou regularmente na equipe sénior com a qual ele subiu para a primeira divisão após a primeira temporada. Nos anos seguintes, ele fez parte da equipe que fez a era dourada do clube, ganhando os únicos títulos em sua história em 1972 e 1973, quando o clube foi duas vezes campeão do campeonato. 
Torstensson estreou em 1972 na seleção sueca de futebol.
Na primeira rodada da campanha da Copa dos Campeões Europeus de 1973-1974, Åtvidabergs FF enfrentou o Bayern de Munique, com estrelas como Franz Beckenbauer e Gerd Müller. Em Munique, o Åtvidaberg perdeu por 1-3, no jogo de volta na Suécia, com a ajuda de dois gols de Torstensson, os suecos conseguiram o mesmo resultado, porém o time sueco perdeu a eliminotórias nos pênaltis. No entanto, Torstensson impressionou o treinador e a administração do Bayern e foi transferido rapidamente para uma impressionante soma de 580,000 Marks (290,000 Euros).
De 1973 até 1977 ele jogou em 81 jogos da Bundesliga para o Bayern de Munique marcando 11 gols. Ele impressionou mais nas partidas da Liga dos Campeões, onde marcou uma série de gols importantes e venceu a competição três vezes consecutivas entre 1974 e 1976. No total, ele marcou 10 golos em 21 jogos de copas europeias. Outro destaque foi a conquista da Copa Intercontinental nas duas finais contra o Cruzeiro do Brasil.
Em 1974, ele participou da Copa do Mundo na Alemanha pela Suécia. A seleção chegou a segunda fase do torneio. Quatro anos depois, ele também participou da Copa do Mundo na Argentina. A Suécia saiu lá sem vitória após a primeira rodada.
A nível do clube Torstensson mudou-se 1977 para o FC Zürich na Suíça, voltando um ano depois para Åtvidabergs FF, onde terminou sua carreira em 1980.

## Títulos
- Copa Intercontinental: 1976
- Liga dos Campeões: 1973-74 , 1974-75 , 1975-76
- Campeonato Alemão: 1973-74
- Campeonato Sueco : 1972 , 1973
- Copa da Suécia: 1970, 1971